# CDC 6600

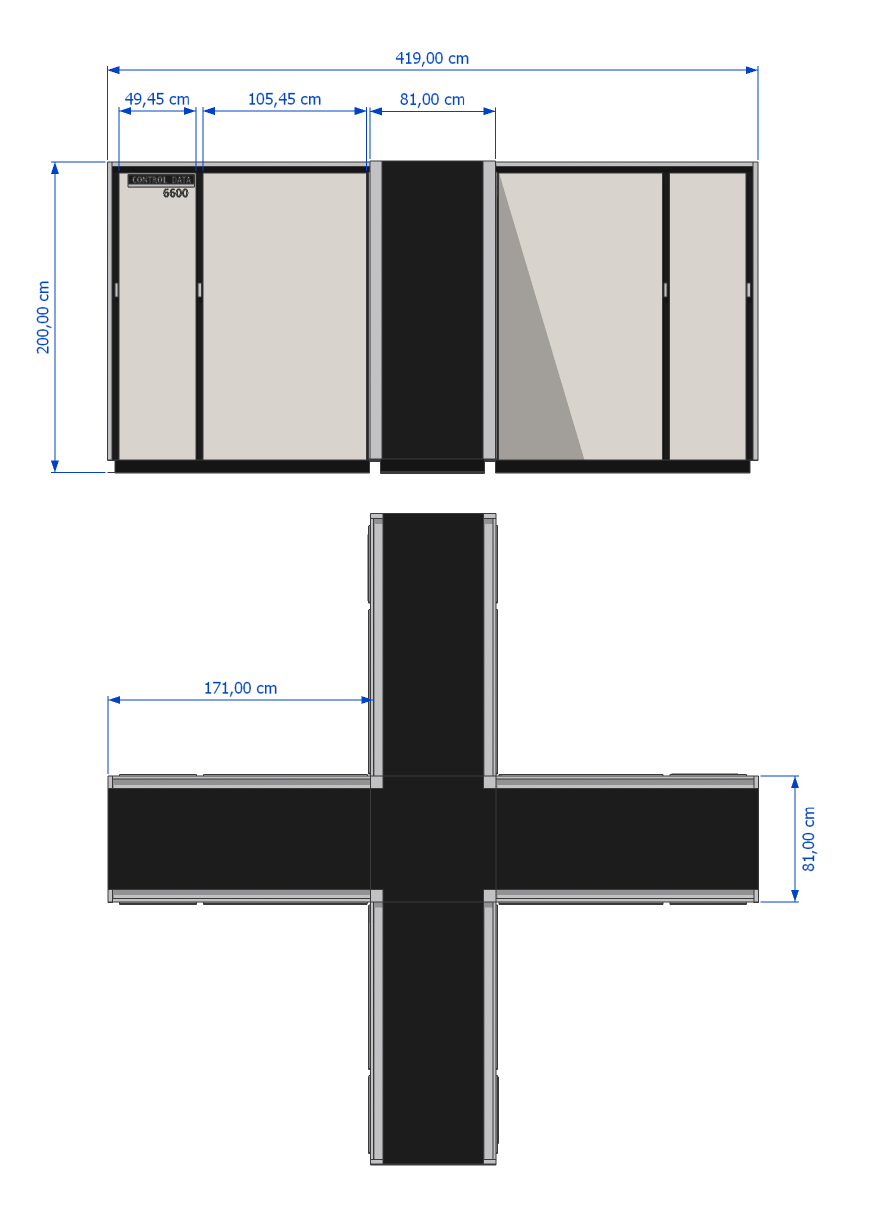
Габаритная схема CDC 6600 с размерами

CDC 6600 — первый в мире суперкомпьютер, разработанный и созданный американской компанией Control Data Corporation в 1963 году под руководством инженера-электронщика Сеймура Крэя, названного впоследствии «отцом суперкомпьютеров».

## История создания
В поисках более спокойной обстановки для работы над CDC 6600 Крэй со своей командой из 30 инженеров в июле 1962 года переехал в город своего детства Чиппеуа Фоллс в отдельную лабораторию, подальше от штаб-квартиры CDC в Миннеаполисе. В CDC 6600 Крэй вместо германиевых применил планарные кремниевые транзисторы компании Fairchild Semiconductor. Благодаря более высокой скорости переключения логических вентилей, построенных на этих транзисторах, удалось значительно повысить быстродействие компьютера и сильно упростить его схему. Несмотря на то, что кремниевые транзисторы выдерживают гораздо более высокие рабочие температуры, чем германиевые, из-за высокой плотности упаковки 400 000 логических элементов компьютера с целью сокращения длины электрических цепей в CDC 6600 Крэю пришлось задуматься над отводом тепла — воздушной вентиляции оказалось недостаточно. Инженер Дин Роуш (Dean Roush) разработал систему охлаждения, которая с помощью алюминиевых радиаторов отводила тепло от печатных плат с транзисторами к трубкам, по которым циркулировал фреон, как в настоящем холодильнике. В работе над CDC 6600 Крэю в основном помогали инженеры Джим Торнтон (центральный процессор) и Дин Роуш (охлаждающая система).
К середине 1963 года CDC 6600 был готов, и первые тесты показали, что он работает в 50 раз быстрее CDC 1604. Высокой скорости удалось добиться благодаря нескольким новаторским решениям: в отличие от распространённой тогда схемы, в CDC 6600 главный процессор компьютера выполнял только логические и арифметические операции. Работа с периферийными устройствами была возложена на 10 «периферийных процессоров», главным назначением которых было «скармливать» данные с устройств ввода центральному процессору и забирать результаты для отправки на устройства вывода. Это позволило разгрузить центральный процессор, сократить набор его машинных команд до минимума и сделать их выполнение очень быстрым, то есть практически реализовать идею, которая позднее, в 1970-х годах, была воплощена в RISC-процессорах. Кроме того, в центральном процессоре имелся конвейер команд — новинка в компьютерной индустрии, которая до этого уже была реализована в некоторых компьютерах компаний-конкурентов (ILLIAC II, IBM 7030 Stretch).

## Презентация
22 августа 1963 года в Chippewa Labs компьютер был представлен избранному кругу журналистов. На презентации были продемонстрированы операционно-технические возможности компьютера, в частности было заявлено, что машина способна выполнять 3 миллиона операций в секунду и одновременно обеспечивать работу 11 программ. Первая модель предназначалась для установки в Национальной радиационной лаборатории им. Лоуренса Комиссии по атомной энергетике США весной 1964 г. Именно по отношению к CDC 6600 впервые было использовано слово «суперкомпьютер». CDC 6600 был в 3 раза быстрее своего главного конкурента — компьютера IBM Stretch — при гораздо более низкой цене — чуть больше 7 млн долларов США против 13 млн за IBM Stretch. Это произвело настолько глубокое впечатление на руководителя компании IBM Томаса Уотсона-младшего, что в историю вошёл знаменитый текст его внутреннего меморандума от 28 августа 1963 года:

На прошлой неделе Control Data провела пресс-конференцию, на которой она официально объявила о выпуске своей системы 6600. Насколько мне известно, в лаборатории, где была разработана система, работает всего 34 человека, «включая уборщика». Из них 14 — инженеры, 4 — программисты, и только один человек имеет степень доктора наук — довольно молодой программист. На посетителя лаборатория произвела впечатление своей эффективностью, отношением к работе и высокой мотивацией.
Сравнивая эту весьма скромную команду с нашей собственной обширной командой разработчиков, я не могу понять, почему мы потеряли наше лидерство, дав возможность кому-то другому предложить на рынке самый быстрый в мире компьютер. На совещании в Jenny Lake, я думаю, в первую очередь надо будет обсудить, что мы делаем не так, и что надо поменять немедленно.
Оригинальный текст (англ.)Last week Control Data had a press conference during which they officially announced their 6600 system. I understand that in the laboratory developing this system there are only 34 people, «including the janitor». Of these, 14 are engineers and 4 are programmers, and only one person has a Ph.D., a relatively junior programmer. To the outsider, the laboratory appeared to cost conscious, hard working and highly motivated.
Contrasting this modest effort with our own vast development activities, I fail to understand why we have lost our industry leadership position by letting someone else offer the world's most powerful computer. At Jenny Lake, I think top priority should be given to a discussion as to what we are doing wrong and how we should go about changing it immediately.

Заочно вступая в полемику с Уотсоном, Крэй ответил: «Похоже господин Уотсон сам ответил на свой собственный вопрос», намекая на то, что в IBM работает слишком много людей.
Первые серийные CDC 6600 работали нестабильно: несмотря на все предпринятые усилия по охлаждению, после 8—9 часов работы компьютер перегревался до 170 градусов и переставал работать. Исправление недостатков приводило к задержкам поставок компьютеров заказчикам, чем, в свою очередь, воспользовались конкуренты и главным образом компания IBM, которая решила отвоевать рынок научных суперкомпьютеров у CDC.
Сборка компьютеров CDC 6600 была поручена заводу CDC в пригороде города Сент-Пол — Арден-Хилс. Крэй настоял на том, чтобы первые пять машин были собраны работниками его лаборатории, а работники завода из Arden Hills присутствовали при сборке и перенимали опыт. Машины с серийного номера 6 и выше собирались уже на заводе в Арден-Хилс.

## Серия 6000 и преемники
На основе CDC 6600 в дальнейшем выпускалась целая линейка менее дорогих, но значительно медленнее работающих компьютеров под общим названием «серия 6000»: CDC 6400 (апрель 1966), CDC 6500 (октябрь 1967), CDC 6700 (октябрь 1969). Продолжением линии должен был стать компьютер CDC 6800, но Сеймур Крэй отказался от простого усовершенствования старой модели и создал новый компьютер на его основе — CDC 7600, который стал следующим этапом в истории развития суперкомпьютеров.

## CDC 6600 в СССР
Советский Союз в 1968 году проявлял неформальную заинтересованность в импорте компьютера CDC 6600 для Института физики высоких энергий в г. Протвино для анализа данных экспериментов на ускорителе У-70, который на тот момент являлся самым мощным в мире. В качестве ответной любезности СССР был готов поделиться результатами анализа с учёными США. Правительство США не дало согласия на эту сделку, опасаясь, что компьютер может быть тайно использован СССР для разработки ядерного оружия. В результате были закуплены английские машины компании International Computers Limited, которые по своим характеристикам приближались к CDC 6600.
В том же году в СССР был налажен серийный выпуск вычислительной машины БЭСМ-6, производительность которой оценивалась в 800 тысяч операций в секунду на смеси команд «Гибсон-III», на 8 % выше, чем у CDC 6200 с производительностью 740 тысяч операций в секунду. В БЭСМ-6 использовалось 240 тысяч полупроводниковых приборов (60 тысяч транзисторов и 180 тысяч диодов).
Весной 1969 года компания CDC обратилась в Правительство США с запросом на экспортную лицензию для поставки CDC 6400 в г. Ереван для обработки экспериментальных данных 6 ГэВ электронного синхротрона АРУС. В лицензии после долгих колебаний было отказано летом 1970 года.
В 1972 году машина CDC 6200 была установлена в Объединённом институте ядерных исследований в г. Дубне под надзором Координационного комитета по экспортному контролю. В 1974 году она была развита до модели CDC 6400, а на следующий год и до многопроцессорной CDC 6500.

## Интересные факты
- В 1966 году США отказали компании CDC в экспортной лицензии компьютера CDC 6600 для Французского атомного агентства, чтобы помешать Франции в их атомной программе[13].
- В 1966 году с помощью суперкомпьютера CDC 6600 был найден первый контрпример, опровергавший 200-летнюю гипотезу Эйлера[14][15]

## Фотографии CDC 6600

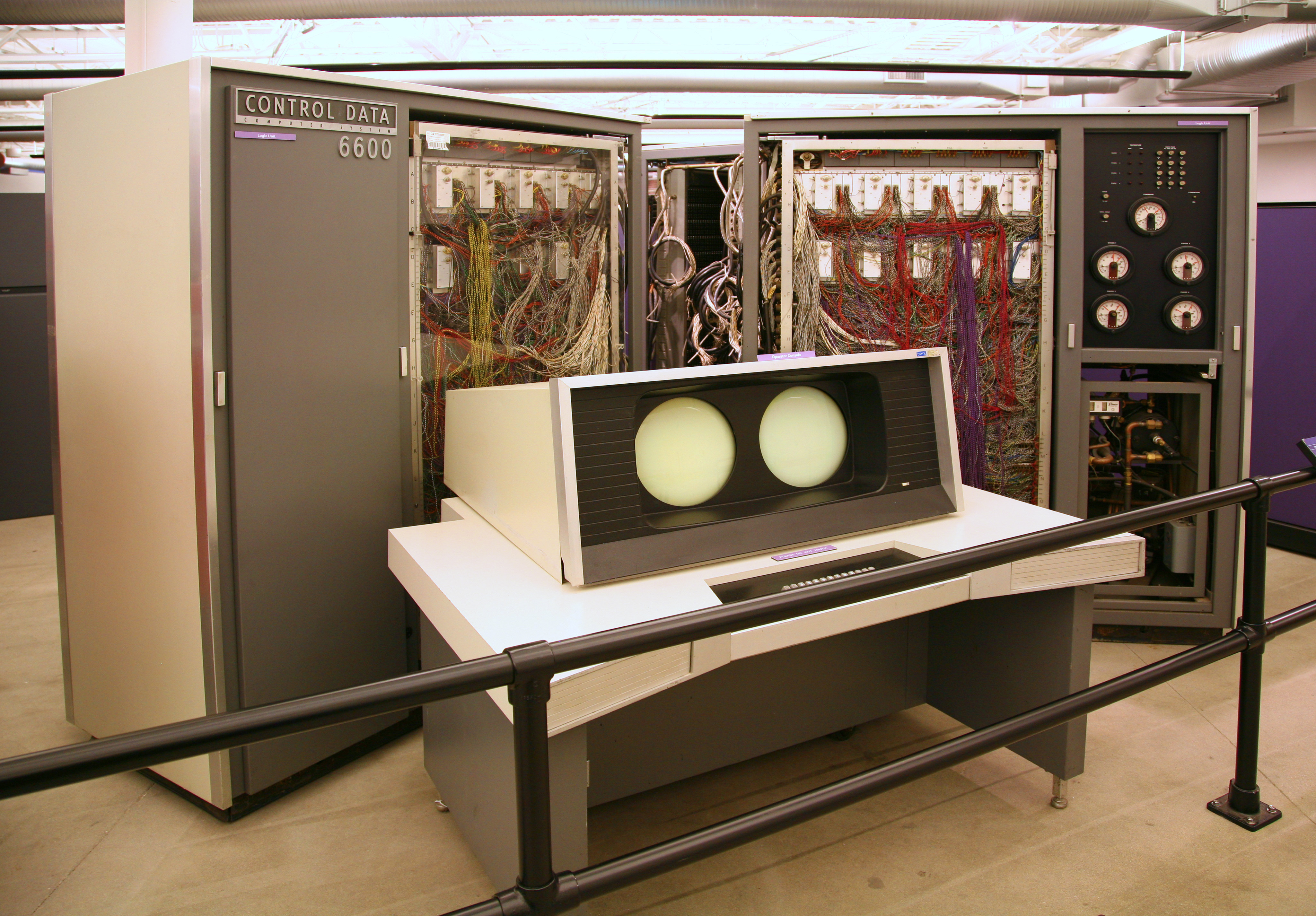
Консоль управления и модульные стойки на заднем плане
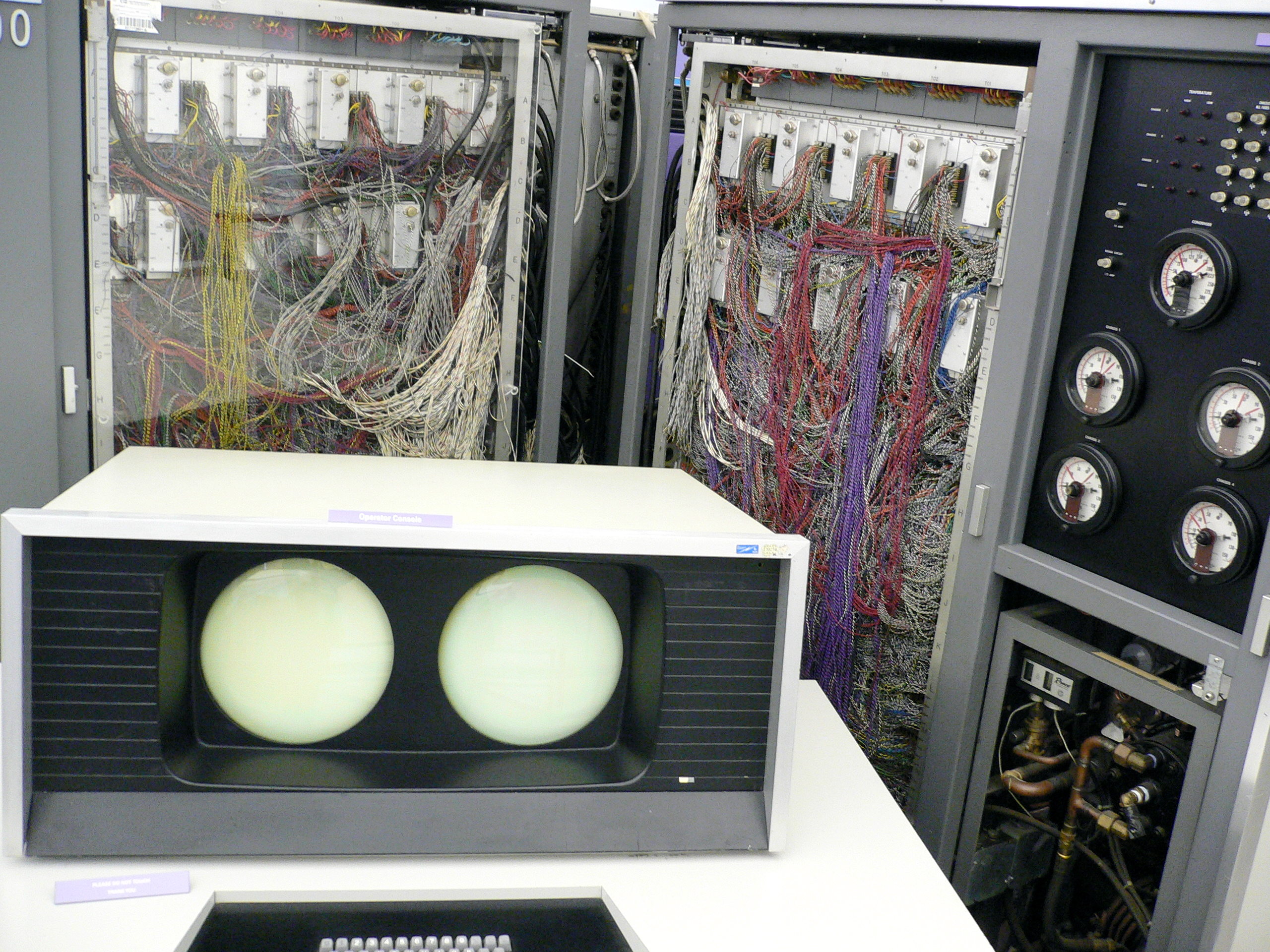
Крупно консоль управления и модульные стойки
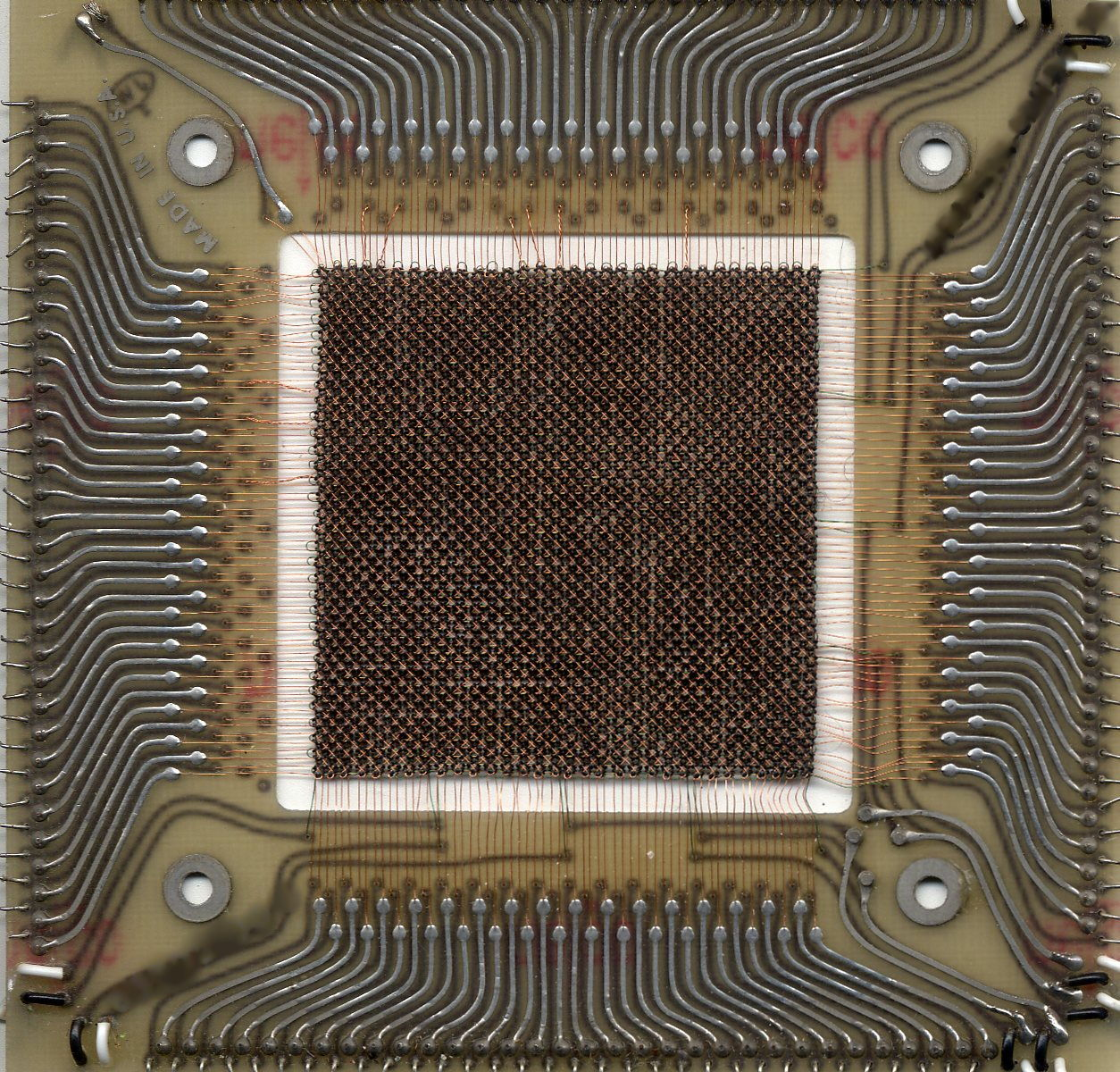
Модуль ферромагнитной памяти
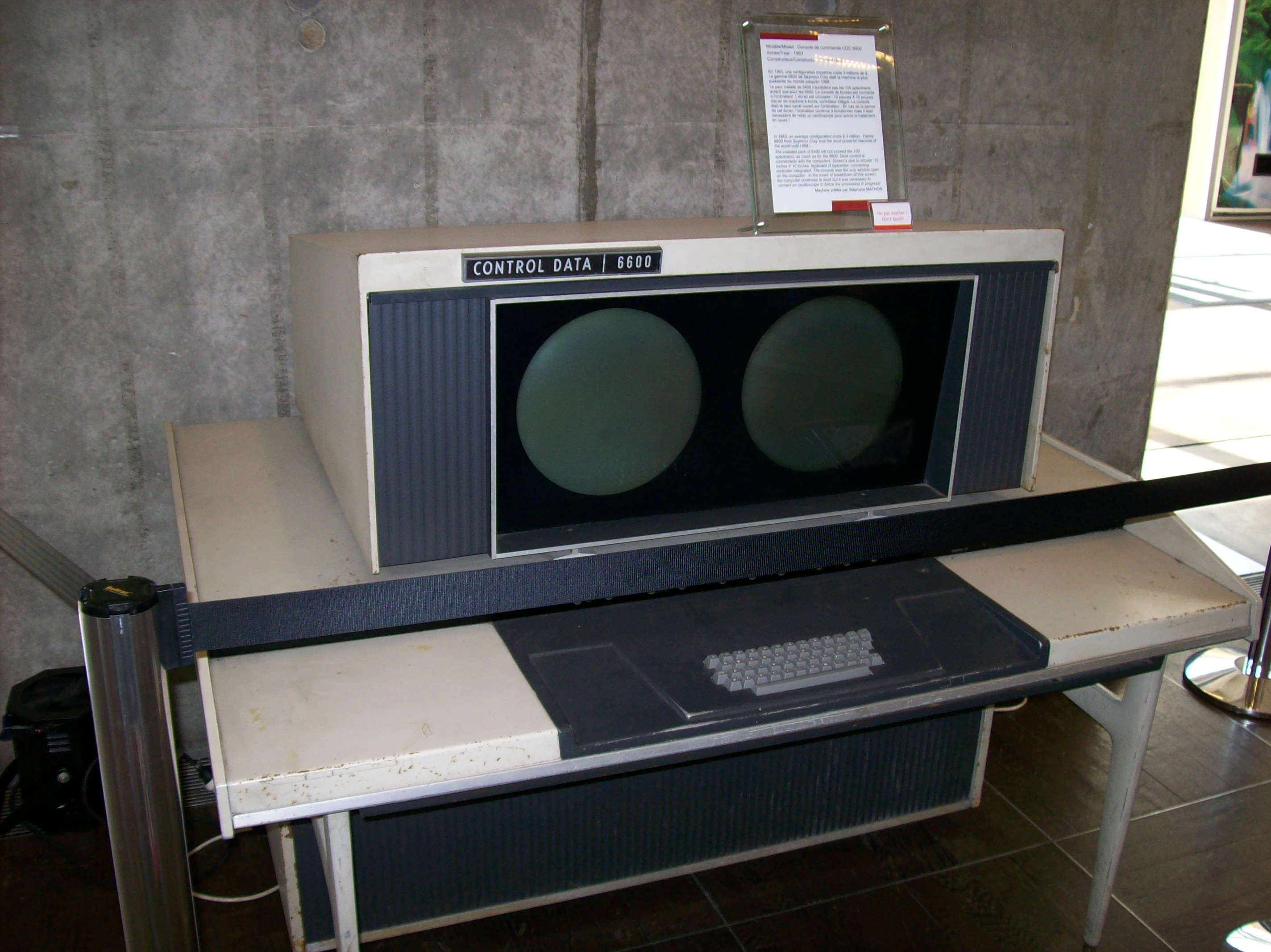
Консоль управления, выставленная в Париже в La Defense